# ツツムくん
ツツムくんは、隆祥房のイメージキャラクター。

## 概要
餃子をモチーフとした隆祥房のイメージキャラクター。
ツツムくん、ツツミちゃん、パパ、ママの4人家族。
春捲のマキちゃんとは、おさななじみで大の仲良し。

## プロフィール
- 名前:ツツムくん
- 年齢:7歳（小学1年生）
- 生年月日：2月26日（『ツツム』の語呂合わせから）
- 血液型：ジューC型
- 星座：ぎょう座
- 性格：ツツミちゃん思いの癒し系ゆる兄だが、餃子の事になると譲らない。
- 趣味：海に泳ぎに行ったり、太陽の下で日焼けしたり。
- 得意料理：手作り餃子作り。お家で毎週ぎょうざパーティーを行っている。
- 特技：バンド活動（ヴォーカル担当）
- 長所：歌とダンスでみんなを楽しませること。美白でもち肌！
- 短所：にんにく臭いと思われがち…。日焼けしすぎると茶色くなる。
- クセ：空を見上げてぎょうざ形の雲を探すこと。
- 悩み：頭のひだを肌のシワだと勘違いされる。たまにネコだと勘違いされる。
- マイブーム：ぎょうざのひだの「数あてゲーム」
- 好きな服：ぎょうざソングスTシャツ
- 好きな歌ランキング：①ぎょうざのマーチ、②ぎょうざでロックンロール、③ぎょうざマンボ
- 好きな女の子：おさななじみのマキちゃん

## メディア出演
テレビ東京『ピラメキーノ』の一コーナー「なんてフワフワなんだＪＡＰＡＮ」に2010年4月13日から不定期に登場。「和風スパゲッティ」「ツンデレ」「細マッチョ」のような、2つの言葉が組み合わさってできた言葉に疑念を抱くミスター・キッチリー（ジョン・カミナリ）が、ピラメキパンダを筆頭とした「ゆるキャラ」（ユニット名「チームフワフワ」）とともに踊る。メンバーのほとんどは「キャラ-1 GP」や「キャラ-1 GP 2010」にピラメキパンダの挑戦者やサポーターとして出演していた。曲の前に言葉の紹介とミニドラマが組み込まれている。
2010年5月31日放送分からはチームフワフワ（ナカヌキくん・ノッポン・ピラメキパンダ・ツツムくん・吉田のうどんぶりちゃん）の他にレギュラーメンバー4人とミスター・フジヤマとミス・ゲイシャが実写で登場し、全員で踊るオールスターバージョンとして放送されている。
チームフワフワ
- かっぱ小町・ツツムくん・としまくん
- ナカヌキくん・ノッポン・ハンタマくん
- ピラメキパンダ・吉田のうどんぶりちゃん・わたる

（50音順）